# Bundesverband Neue Energiewirtschaft
Der Bundesverband Neue Energiewirtschaft e. V. (bne) ist ein in Berlin ansässiger Verband, der innerhalb der deutschen Energiewirtschaftsbranche in den Bereichen Strom, Gas und Energiedienstleistungen aktiv ist.
Der Verband vertritt die Interessen von Energiehändlern und -lieferanten sowie Dienstleistern, die bei ihrer Geschäftstätigkeit auf die Netzinfrastruktur Dritter angewiesen sind. Außerdem setzt er sich für die Interessen von Energieproduzenten ein, die in Deutschland Energieerzeugungsanlagen bauen oder planen. Von neun Mitgliedern zum Zeitpunkt der Verbandsgründung ist deren Zahl bis Dezember 2017 auf 47 und bis Juni 2025 auf 83 angewachsen.

## Geschichte
Am 25. September 2002 entstand der bne als Bundesverband Neue Energieanbieter e. V. aus den beiden Vorgängerorganisationen Freie Energiedienstleister Verband (FEDV) und Initiative Pro Wettbewerb (IPW).
Auslöser für die Gründung waren die Energierechtsanpassungen für die Jahre 2002 und 2003 durch die Verbändevereinbarungen II Plus für den Strom- sowie Gas II für den Gasmarkt. Beide unter Beteiligung des Bundesverbands der Deutschen Industrie (BDI, als Vertreter lediglich der Industriekunden) sowie der damals bestimmenden Energiewirtschaftsverbände ausgehandelten Verbändevereinbarungen wurden aus Sicht der Gründungsmitglieder des bne nicht der 1998 vom Gesetzgeber beabsichtigten Liberalisierung des deutschen Strom- und Gasmarktes gerecht. (Mit der zweiten Novelle des Energiewirtschaftsgesetzes wurde 2005 der bis dahin verhandelte Netzzugang (Verbändevereinbarungen als Selbstkontrolle der Branche) durch den staatlich regulierten Netzzugang (Regulierung durch die Bundesnetzagentur) ersetzt.) Die Gründungsmitglieder führten dies hauptsächlich auf den unzureichenden Willen der Verhandlungspartner zurück, sich für einen diskriminierungsfreien Strom- und Gasmarkt einzusetzen. Die Mitglieder des Verbandes rekrutieren sich daher aus Neueinsteigern in den deutschen Energiemarkt und aus Töchtern etablierter Unternehmen.
Der bne ist seit Gründung des Trägervereins der Schlichtungsstelle Energie, die am 1. November 2011 ihre Arbeit aufnahm, Mitglied desselben.
2014 benannte sich der bne in Bundesverband Neue Energiewirtschaft, da sich das Leistungsspektrum der Mitgliedsunternehmen seit Gründung erweitert hat.

## Ziele
Hauptanliegen des Verbandes ist es, einen stets marktwirtschaftlich, diskriminierungsfrei und transparent organisierten Energiemarkt zu schaffen. Dies bedingt nach Meinung des bne auch die Kontrolle des Ordnungsrahmens für den Wettbewerb der Marktteilnehmer durch die Bundesnetzagentur als unabhängige Instanz. Die Erhaltung und Förderung dieses Ordnungsrahmens erachtet der Verband als sehr wichtig.